# Obito Uchiwa
 (mai 2024).
Obito Uchiwa (うちはオビト, Uchiha Obito) est l'un des principaux antagonistes du manga Naruto. Il apparaît dans le manga sous l'identité de Tobi (トビ, Tobi), un membre d'Akatsuki portant constamment un masque orange au motif spiralé percé d'un trou à l'œil droit. Sa véritable identité n'est révélée qu'à la fin du manga, lors de la 4e Grande Guerre Ninja, qui l'oppose aux cinq pays réunifiés.

## Profil

### Apparence
Lorsqu'il apparaît dans le manga (hors flash-back), Obito conserve l'apparence de Tobi. Comme tous les membres d'Akatsuki, il porte le manteau noir orné de nuages rouges. Il ne semble pas avoir de bandeau frontal, mais porte en permanence un masque orange au motif spiralé qui ne possède qu'un seul orifice au niveau de l'œil droit. Il porte sa bague (« La sphère ») sur le pouce gauche.
La seule fois où l'on entrevoit une partie de son visage, ce dernier apparaît abimé et ridé. Il a des cheveux noirs et courts.
Derrière son masque, Obito cache un sharingan qu’il utilise pour la technique Izanagi. Après sa récupération des yeux de Nagato, possédant le Rinnegan, il remplace cet œil gauche par le rinnegan et change d’apparence ; son nouveau masque est décoré du motif de l’œil de Jûbi (les deux branches inférieures du premier tomoe forment les trous pour les yeux, le second tomoe n’étant pas visible) et recouvre en plus de son visage le haut de sa tête à la manière d’un casque.

### Histoire
Partie I:

#### Jeunesse
Obito, jeune, apparaît dans l'arc Kakashi Gaiden. Il fait partie de la même équipe que Kakashi et Lin, sous les ordres de Minato Namikaze, futur 4e hokage. Souvent en retard, peu motivé pour la bataille et jamais à court d'excuses, Obito est excédé par Kakashi qui le lui rend bien.
Lorsque Kakashi est promu jōnin et devient le leader d’Obito, celui-ci l’accepte mal, jaloux des succès de son camarade, et du fait que Lin, dont il est amoureux, n’a d’yeux que pour Kakashi. Lors de leur mission, ils sont attaqués par des ninjas du Pays de la Terre, qui enlèvent Lin. Kakashi choisit alors d’abandonner sa coéquipière pour poursuivre la mission, ce que lui reproche Obito avant de partir la secourir. Kakashi finit par le rejoindre pour lui prêter main-forte, lors d'un combat où il perd son œil gauche, tandis qu’Obito éveille son sharingan. Ils s’apprêtent à s’enfuir, quand un ennemi fait s’effondrer la grotte dans laquelle Lin était maintenue en captivité ; en sauvant Kakashi, piégé par l’angle mort de son œil gauche, Obito est écrasé par une pierre qui recouvre la moitié de son corps. Se pensant condamné, il demande à Lin d'utiliser ses connaissances médicales pour implanter à Kakashi son propre œil, lui offrant ainsi le Sharingan et lui permettant d'achever sa technique « Les mille oiseaux » (Chidori).
Alors que Kakashi et Lin s’en vont, le reste de la grotte s’effondre sur Obito, qui se retrouve dans un des couloirs de l’antre souterrain de Madara Uchiwa, qui a survécu malgré les années, relié à la statue du Démon des enfers à laquelle est fusionné l’ADN de Hashirama Senju, qui l’alimente en chakra. Le vieillard remplace la moitié de son corps écrasée par un corps de synthèse du même type que celui du Zetsu blanc généré à partir de la statue, et le soigne. Durant cette période, il s'entraîne avec un autre humanoïde de synthèse, qu'il nomme « Guruguru » (グルグル, Guruguru) (qui veut dire « tourner en rond », en japonais, ce nom étant basé sur l'apparence de sa tête) et dont la personnalité et l'apparence inspirent son personnage de Tobi.
Une fois sa convalescence terminée, il apprend par Zetsu que Lin et Kakashi sont en danger ; pour se renforcer, il se laisse envelopper par Guruguru, ce qui renforce ses capacités, et se rend sur place. Arrivé, il observe impuissant que Lin s’est placée d’elle-même sur la trajectoire de l'attaque des Mille oiseaux de Kakashi, pour se donner la mort et ainsi éviter que Sanbi introduit en elle par Kiri ne dévaste Konoha. Il sombre dans la folie, tuant tous les ninjas du Pays de l’Eau présents, et décide alors de prendre à son compte le projet de Madara : créer un monde imaginaire avec une illusion projetée sur la lune, monde dans lequel il retrouvera Lin.

#### Interactions avec Konoha
Rendu fou par la mort de  Lin, il embrasse les idéaux de Madara et reprend l’identité de celui-ci à sa mort. Il attaque Konoha en invoquant Kyûbi après l'avoir extrait du corps de Kushina juste après la naissance de Naruto. Il affronte Minato qui lui ôte le contrôle du démon avant de se sacrifier pour le sceller en lui et dans le nouveau-né.
Plusieurs années après, à la demande d’Itachi Uchiwa qui le prend pour Madara, il participe à l’annihilation du Clan Uchiwa.
Dirigeant en sous-main Akatsuki, il participe à la destruction du village par Pain qu’il envoie pour capturer Kyûbi.

#### Akatsuki
Alors que Madara a prêté le Rinnegan à Nagato, Obito manipule les deux jeunes gens pour créer une nouvelle organisation, Akatsuki. Obito ne s'affiche pas en tant que chef de l’organisation, laissant ce rôle à son subordonné, Pain (les six corps manipulés par Nagato), et lui donnant ses ordres dans l'ombre (il lui demande notamment de prendre en chasse le réceptacle de Kyûbi, c'est-à-dire Naruto lui-même).
Pour la plupart des membres, dont Nagato, le but réel de l’association est dissimulé ; ils pensent rassembler les neuf démons à queues pour créer une arme de destruction massive. Le but poursuivi par Obito est cependant celui que lui a donné Madara : recréer un monstre ancestral appelé Jûbi en fusionnant les neuf démons à queue. En devenant l'hôte (jinchūriki) de ce monstre, Obito pourrait projeter son œil sur la Lune pour créer une illusion (genjutsu) d'une puissance phénoménale appelée « Arcanes lunaires infinis » (Mugen Tsukuyomi) permettant de tenir tous les êtres humains sous sa tutelle, et de contrôler ainsi un monde d'illusions sans guerre ni haine.
À la suite de la mort de Sasori durant le sauvetage de Gaara au début de la seconde partie, Obito rejoint officiellement l’organisation sous l’identité de « Tobi », en binôme avec Deidara ; introduit par Zetsu, il récupère la bague « Sphère » qui appartenait à Sasori.
Ayant revêtu la robe d'Akatsuki, sa première mission avec son senpai Deidara est de capturer l'un des neuf démons à queues, Sanbi, un gigantesque monstre marin semblable à une tortue. À la suite du combat de Deidara contre Sasuke et le suicide de Deidara, Tobi est considéré comme mort, pris dans l'explosion, mais il apparaît qu'il s'est échappé sans dommage.
À la suite de la mort d'un nombre important des membres (Sasori, Kakuzu, Hidan, Deidara et Itachi), Obito décide d’intégrer l’équipe de Sasuke, Taka, à Akatsuki. Durant le combat du jeune homme contre son frère Itachi, il intercepte huit ninjas de Konoha (Kakashi, Yamato, Naruto, Sakura, Sai, Hinata, Shino, Kiba et Akamaru) en route pour récupérer Sasuke, et s'amuse en esquivant leurs attaques tout en les empêchant de passer,. Le combat fini, il va lui-même récupérer Sasuke inconscient et le corps d’Itachi.
Sous l’identité de Madara, il raconte à Sasuke l'histoire de Konoha, sa propre histoire, puis le destin funeste d'Itachi, martyr et devenu meurtrier pour maintenir la paix de son village. Il manipule ainsi Sasuke pour retourner les désirs de vengeance de celui-ci contre Konoha, et lui enjoint de récupérer Hachibi. Cependant, l’équipe Taka échoue dans cette tâche qui est réattribuée à Kisame Hoshigaki.
Entre-temps, on le voit montrer son visage à Kisame Hoshigaki, lui disant qu'il est proche de lui. Il s’est effectivement autrefois dévoilé à lui sous l’identité de Madara Uchiwa, en tant que manipulateur du 4e Mizukage.
Après la mort de Nagato, qui a trahi Akatsuki pour suivre l’idéal de Naruto et s’est sacrifié pour faire revivre les villageois de Konoha, Obito cherche à pouvoir se synchroniser avec la statue du Démon des Enfers où sont scellés les sept premiers démons à queues ; il affronte Konan, restée fidèle à Nagato, et trouve où elle a caché le corps de son compagnon, pour récupérer les yeux originaux de Madara. Il s’en implante un en remplacement de son œil gauche, anciennement donné à Kakashi.
Lors de la « réunion des cinq kage » dans le Pays du Fer, Obito envoie Sasuke combattre les kage dans l'espoir de les prendre en otage. Trouvant sur place Naruto, accompagné de Kakashi et Yamato, il lui explique pourquoi Sasuke cherche à se venger, et pourquoi le destin l'obligera à combattre un jour Sasuke.
Après l’échec du jeune ninja renégat, il le récupère à un rien de se faire réduire en poussière par une technique Jinton du 3e Tsuchikage. Il se présente aux kage comme étant Madara Uchiwa avant de leur exposer son plan de l’« Œil de la Lune », consistant à rassembler les neuf bijū pour recréer un monstre ancestral appelé Jûbi pour en devenir l'hôte (jinchūriki), et pouvoir projeter son œil sur la Lune pour créer une illusion (genjutsu) d'une puissance phénoménale appelée « Arcanes lunaires infinies » (Mugen Tsukuyomi) permettant de tenir tous les êtres humains sous sa tutelle, et de contrôler ainsi un monde d'illusions sans guerre ni haine. Il déclare alors la guerre aux cinq grands pays ninja et au pays du Fer.
Après avoir fait combattre Sasuke contre Danzô et assisté à la mort de ce dernier, Obito retourne dans le laboratoire secret de Madara duquel il a hérité, dans la « Montagne cimetière » (山岳の墓場, Sangaku no Hakaba), où sont notamment conservés à disposition de nombreuses paires de Sharingan, et tente sans succès de récupérer le Sharingan de Shisui que Danzô a scellé avant de mourir  ; il retourne récupérer Sasuke, épuisé après ses multiples combats face aux Kage, à Danzô, à Kakashi, puis à Naruto, et l’emmène avec lui au laboratoire pour lui transplanter le Sharingan d’Itachi, afin qu’il puisse éveiller le « Kaléidoscope hypnotique du Sharingan éternel ».

Obito a récupéré le Rinnegan de Madara, autrefois offert à Nagato

#### 4egrandeguerre ninja
Lors de la 4e grande guerre ninja, Obito utilise, tout comme Nagato, le pouvoir Gedô du Rinnegan afin de séparer son âme dans les corps des six jinchūriki invoqués par la technique de la « Réincarnation des âmes » de Kabuto.
Il se rend sur le champ de bataille et invoque la statue du Démon des Enfers pour s’emparer avec succès du « pot de purification ambré » et la « gourde pourpre » contenant Kinkaku et Ginkaku pour récupérer une partie du chakra de Kyûbi.
Il est ensuite confronté à Naruto et Killer Bee, accompagné des six jinchūriki invoqués, mais au cours du combat, Naruto lui ôte le contrôle direct des démons à queues qu’il doit renvoyer dans la statue du Démon des Enfers. Kakashi et Naruto parviennent ensuite à retourner sa capacité contre lui pour le blesser et briser son masque, révélant sa véritable identité. En difficulté, Obito est rejoint par Madara qui est parvenu à maintenir la « Réincarnation des âmes » et s’est débarrassé des cinq Kage ; tous deux finissent par faire renaître Jûbi et le combat reprend, jusqu’à l’arrivée de l’Alliance ninja au complet.
Durant le combat, Jûbi gagne en puissance, réduisant à néant toutes les tentatives de l’alliance pour l’entraver, jusqu’à ce que Naruto parvienne à leur ôter le contrôle du monstre. Obito engage un combat contre Kakashi et les deux se retrouvent dans la dimension alternative du « Pouvoir divin », où ils discutent de la mort de Lin. Kakashi tente de le convaincre de retrouver ses idéaux d’antan, tandis que par des illusions, Obito tente de le convaincre de la pertinence du « Plan de l’œil de la Lune ». Ils reprennent le combat, et Kakashi transperce la poitrine d’Obito, tandis que ce dernier poignarde Kakashi au flanc ; libéré du sceau que Madara avait placé au niveau de son cœur, Obito retourne dans la dimension réelle et laisse croire à Madara qu’il utilise la « Technique de résurrection du démon métapsychique » pour le ressusciter réellement, alors qu’il scelle Jûbi pour en devenir son hôte, obtenant ainsi une grande puissance qui lui permet de tenir facilement tête aux Hokage réincarnés.
La bataille continuant, Obito s’habitue difficilement à ses nouveaux pouvoirs, mais parvient à atteindre la forme du Sage des six chemins, pouvant annuler tout ninjutsu. Naruto se synchronise avec Minato réincarné pour l’attaquer avec le Senjutsu, mais Obito résiste, tout en piégeant le reste de l’Alliance ; Jûbi prend la forme d’un grand arbre qui absorbe le chakra des ninjas, brisant leur volonté, mais Naruto parvient à la restaurer, tandis qu’Obito est hanté par les visions de ce qu’aurait pu être sa vie s’il n’avait pas trahi Konoha. Naruto, Gaara et Killer Bee, aidés par l’Alliance, parviennent à extraire les démons à queues de son corps, tandis que Naruto continue de tenter de le persuader de revenir du côté de ses anciens amis. Réticent dans un premier temps, Obito se laisse ensuite convaincre petit à petit. Alors qu’il s’apprête à utiliser la « Technique de résurrection du démon métapsychique » pour ressusciter les ninjas morts durant la bataille, le Zetsu noir émerge du sol et prend le contrôle de son corps pour utiliser la technique sur Madara à la place.
Luttant avec Zetsu qui tente de s’emparer de son Rinnegan pour le donner à Madara, Obito finit par réussir à reprendre le contrôle de son corps et se range définitivement du côté de l’Alliance contre Madara, sauvant notamment Naruto en lui transférant le chakra Yin de Kyûbi volé à Minato par Zetsu ; il tente de faire détruire le Rinnegan par Sakura dans la dimension du « Pouvoir divin », mais échoue, et Madara le récupère, tout en lui expliquant qu’il est à l’origine des événements ayant provoqué la mort de Lin pour pouvoir utiliser son désespoir à son avantage. Zetsu prend à nouveau le contrôle du corps d’Obito et les ramène dans la dimension réelle où Zetsu trahit Madara en faisant revivre Kaguya Ôtsutsuki. Obito est sauvé par Kakashi et Naruto, et se rend utile en utilisant son pouvoir pour retrouver Sasuke, isolé dans une dimension parallèle par leur adversaire. Il se sacrifie finalement en sauvant Naruto, Sasuke et Kakashi, et une fois mort, utilise son pouvoir une dernière fois pour pouvoir transmettre temporairement son Sharingan à Kakashi, avant de rejoindre Rin. Après la défaite de Kaguya, il apparaît brièvement dans le subconscient de Kakashi pour lui faire ses adieux.

### Personnalité
Lorsqu'il est sous l'identité de Tobi dans l’organisation Akatsuki, Obito adopte un comportement assez enfantin : il parle comme un enfant avec une voix nasillarde, et se donne souvent un air faussement effrayé face aux adversaires qu'il doit affronter. Il est donc beaucoup moins sérieux que ses camarades, contrastant ainsi avec les sociopathes de l'organisation. Il fait croire aussi qu'il est un ninja maladroit voire mauvais. Lorsqu'il joue la comédie, Obito rappelle son vieil ami Guruguru, un Zetsu Blanc dont le visage inspirera le masque de Tobi.
Plus tard, il apparaît cependant beaucoup plus sérieux et manipulateur, notamment en mettant Sasuke dans son camp lorsqu'il apprend à ce dernier la vérité sur son frère Itachi qui s'est sacrifié pour le village de Konoha. De plus, il change radicalement de comportement et de voix lorsque Zetsu le rejoint dans une forêt où il affrontait les ninjas de Konoha. Obito apparaît donc par la suite comme le nouvel ennemi public no 1, et opère un contraste avec son ancienne image enfantine notamment en déclarant la quatrième grande guerre ninja à l'occasion du sommet des kage.
Durant son enfance, sa personnalité et son histoire sont presque un parallèle avec Naruto Uzumaki : un orphelin seul et sans talent, mais déterminé et altruiste, voulant être reconnu à sa juste valeur en devenant Hokage. Sa rivalité avec le naturellement talentueux Kakashi ne fait que renforcer cette idée. Mais malheureusement, son destin ne sera pas aussi clément : le monde Shinobi en pleine guerre brisera sans pitié ses rêves et ses espoirs en lui enlevant sa camarade Lin, et ce de la main involontaire de son meilleur ami, Kakashi.
Cet évènement lui ayant brisé le cœur marque pour lui un point de non-retour : après avoir massacré dans une folie meurtrière les ninjas de Kiri responsables de la mort de Lin en voulant récupérer son démon à queues, il se dit « en enfer » dans un monde où elle n'est plus là. C'est finalement pour s'en échapper qu'il deviendra l'un des plus grands alliés de Madara Uchiwa afin de réaliser le Plan Œil de la Lune, une sorte d'hypnose touchant la totalité des êtres vivants, les enfermant ainsi dans un rêve utopique.

### Capacités

#### Sharingan
Obito possède le Sharingan, qu'on peut apercevoir à certains moments dans le manga à travers le trou de son masque situé au niveau de son œil droit. Il déclare qu'il possède le véritable pouvoir du Sharingan, faisant sans doute mention au Rinnegan qu’il a hérité de Madara. Bien qu'il ait donné son œil gauche à Kakashi, il a récupéré un autre Sharingan après avoir été recueilli par Madara. Il sacrifie cet œil gauche pour utiliser la technique Izanagi, avant de le remplacer par un Rinnegan récupéré sur Nagato.

#### Maîtrise de l'espace temps
Obito utilise principalement une technique défensive basée sur la Maîtrise de l'Espace-Temps (時空間忍術, Jikūkan ninjutsu). Il peut télé-transporter une partie ou l'intégralité de son corps, ainsi que celui des autres dans une dimension parallèle composée de parallélépipèdes blancs dans une atmosphère noire. Il se sert de cette capacité pour éviter toute attaque physique portée contre lui (par exemple, le sabre de Sasuke ou le rasengan de Naruto le traversent). Kakashi Hatake remarque que cette technique est même plus redoutable que le déplacement instantané de Minato Namikaze, le 4e hokage.
Sa technique lui permet également de s'échapper des flammes d'Amaterasu, implantées par Itachi dans l'œil de Sasuke.
Selon l’analyse de Konan, et de plusieurs adversaires d’Obito, ce dernier doit se solidifier avant d’attaquer (c'est-à-dire d’« aspirer » son adversaire) ; il est donc vulnérable durant cet intervalle. De plus, il ne peut rester intangible durant plus de cinq minutes. Les parties de son corps qu’il envoie dans sa dimension pour être intangible sont également vulnérables aux attaques provenant de cette même dimension.
D’après les analyses de Kakashi (confirmées par Obito et les événements de la 4e grande guerre ninja), cette technique est en fait la même que le  « pouvoir divin » (神威, Kamui) de Kakashi, leurs yeux étant reliés à la même dimension parallèle.

#### Divers
- On voit Obito arrêter d'une seule main le hachoir de Kiri manié par Suigetsu Hôzuki, montrant qu'il a d'autres capacités défensives que l'esquive.
- Obito est capable de repérer une personne à distance et d'apparaître devant elle. Il affirmera à Sasuke que « cette capacité fait partie de ses pouvoirs » [18].
- Lorsque la partie de son corps générée par la statue du Démon des Enfers est blessée, Obito peut la régénérer sans problème ; ainsi, lorsqu’il perd son bras droit durant son combat contre Fû et Torune et durant celui contre Konan, il le recrée peu après[19],[20].
- Malgré son utilisation fréquente de son « pouvoir divin », et donc de son « Kaléidoscope Hypnotique du Sharingan », Obito ne semble pas souffrir de la dégradation progressive de la vue, contrairement à Itachi et Sasuke, et ce car il est doté de cellules des Senju, dont la vitalité est la plus grande arme.
  - Sous l'identité de Madara, Obito a manipulé le 4e Mizukage durant plusieurs années.

## Curiosité
Le prénom Obito dérive du mot latin "Obitus" qui signifie " Mort " et Uchiha (version originale) désigne un type d'éventail japonais. L'histoire de Obito s'inspire des événements du récit biblique "Le livre de Tobit".
L'œil d'Obito peut effectuer son Kamui sur de très courtes distances, contrairement à Kakashi, qui lui, peut l'effectuer sur de longues distances mais dans un rayon très faible.

## Apparition dans les autres médias

### Anime
Obito, sous l'identité de Tobi, apparaît dans l'anime Naruto Shippûden et dans certains OAV de la série. Pour accentuer son côté enfantin, sa voix est aiguë et nasillarde, mais lorsqu'il devient plus sérieux, un autre seiyū lui donne une voix beaucoup plus grave. Dans la version française, un seul comédien assure le doublage du personnage, mais celui-ci module sa voix de manière à retranscrire cette particularité.

### Jeu vidéo
Ce trait distinctif du personnage d’Obito, est notamment utilisé dans Naruto Shippūden: Ultimate Ninja Storm 4 et le 3, où sa « transformation » le fait passer d’un caractère enfantin à un plus mature. Ses coups sont également transformés, étant plus rapides, plus puissants, et surtout plus meurtriers. On peut aussi traduire sa phrase du japonais « Shinjitsu o misete are » par « Je vais te prouver la vérité ». Après cette phrase, un rapide zoom sur le sharingan d’Obito s'ensuit ; celui-ci reste visible, même une fois la cinématique passée, et ses techniques changent, passant du doton au katon.
Dans le jeu Naruto Shippūden: Ultimate Ninja Heroes 3, Tobi possède un autre éveil, nommé « Vitesse extrême », qui, à première vue, le rend plus rapide, mais qui lui permet surtout de ne pas être affecté par les projectiles (shurikens, kunaïs…), et de pouvoir traverser ses adversaires. Ses techniques spéciales répondent toutes à la personnalité enfantine de Tobi : il jongle avec une bombe sur-puissante et la fait tomber, ou reste coincé dans le sol alors qu'il venait de mettre des mines dedans.
Naruto Shippūden: Ultimate Ninja Impact et Naruto Shippūden: Ultimate Ninja Storm Generations sont actuellement les seuls jeux vidéo qui permet de jouer en tant qu’Obito qui se fait passer pour Madara Uchiwa (il est d'ailleurs  nommé Madara dans ces jeux), et non en tant que Tobi. Il possède plusieurs techniques Katon, et son ultime technique est « Création du monde », qui permet de téléporter son adversaire dans la dimension du Kamui, puis de l'écraser. Son éveil (mode espace-temps) lui permet de renforcer ses techniques spatio-temporelles.

### Média
Kuchilla Bosito, est un parodie d'Obito dans la bande dessinée en ligne, Raruto. Il n'apparaît pas en réalité dans la série sauf que Kurenai, Churrenai dans la série, a évoqué son nom.

## Techniques
- Katon - Technique suprême de la boule de feu (火遁・豪火球の術, Katon - Gōkakyū no jutsu?)[21] — rang C
Technique utilisée par le clan Uchiwa, qui produit une boule de feu, plus ou moins puissante selon la personne. La maîtrise de cette technique est le signe de la maturité pour les membres du clan Uchiwa.
- Sharingan (写輪眼, Sharingan?)[22]
Dōjutsu (technique d'œil) héréditaire du clan Uchiwa. Permet de copier des techniques de ninjutsu, taijutsu et genjutsu (mais pas les techniques héréditaires). Le Sharingan ayant 3 « branches » (tomoe) permet de prévoir les mouvements de l'adversaire en observant, entre autres, son agressivité et son flux de chakra. Un ninja ayant bien entrainé son Sharingan peut voir à l'intérieur d'une personne (comme Sasuke voit Kyûbi dans Naruto).
- Kaléidoscope Hypnotique du Sharingan (万華鏡写輪眼, Mangekyō Sharingan?)
Il permet d'utiliser des techniques extrêmement puissantes. Les limites du Mangekyō Sharingan sont qu'il consomme beaucoup de chakra, et semble affecter la vision de son utilisateur.
- Rinnegan (輪廻眼, litt. Œil Métempsychique, Rinnegan?)[23]
Le dōjutsu du Sage des six chemins. Il a un étroit rapport avec l'âme, d'où son nom.
Il permet de diviser son âme dans plusieurs corps et agit comme des caméras de surveillance : chaque angle de vue fixé par un corps est également visible par les autres corps, permettant une défense presque sans faille (on peut masquer la vue d'un des corps pour le priver d'un angle de vue).
- Le pouvoir divin (神威, Kamui?)[24]
Cette technique du « Kaléidoscope Hypnotique du Sharingan » permet de créer un vortex pour envoyer quelque chose dans une autre dimension.
Obito peut faire disparaître et réapparaitre tout ou partie de son corps dans une autre dimension à volonté, ce qui lui permet à la fois de se déplacer et se protéger. C'est grâce à ceci qu'il a pu se prendre le coup de Kusanagi et l'Amaterasu de Sasuke sans aucune égratignure et qu'il échappe à l'explosion de Deidara et aux attaques des ninjas de Konoha… Cette technique est quasi-imparable et selon Kakashi Hatake, elle est même supérieure à celle de 4e Hokage Minato Namikaze. Obito maîtrise suffisamment Kamui pour contrer Kakashi lorsque celui-ci essaie de l’utiliser sur lui. Cependant, d'après Konan, il ne peut se dématérialiser que durant cinq minutes et est obligé de se matérialiser pour téléporter entièrement son corps ou bien un objet.
- Izanagi (イザナギ?)[4]
Cette technique est un « Dōjutsu interdit, même au sein du clan Uchiwa »[25].
Elle permet, par le sacrifice d'un Sharingan de transformer la réalité en genjutsu : tout ce qui arrive à l'utilisateur (blessures, mort…) durant une durée proportionnelle à la maîtrise de l’utilisateur est transformé en illusion[26]. Celui-ci peut cependant durant ce temps continuer d'agir dans la réalité, lui procurant ainsi un corps pouvant attaquer normalement mais invulnérable durant le temps que dure la technique. Selon Obito, seuls ceux qui possèdent à la fois le pouvoir des Uchiwa et des Senju peuvent parfaitement maîtriser cette technique[4].
- Formation de la flamme des Uchiwa (うちは火炎陣, Uchiha kaenjin?)
Obito forme un kekkai, en forme de flammes écarlates, solide et indestructible.
- Invocation (口寄せの術, Kuchiyose no jutsu?)[27],[28]
Technique servant à invoquer des animaux ou des objets dont la puissance ou l'importance est déterminée selon la quantité de chakra utilisée. Obito invoque Kyûbi pour attaquer Konoha au moment de la naissance de Naruto, et la « statue du Démon des Enfers » (外道魔像, Gedō Mazō?) sur le champ de bataille durant la 4e grande guerre ninja.
- Katon - Rafale explosive tourbillonnante (火遁・爆風乱舞, Katon - Bakufū ranbu?)
Obito crache un tourbillon de feu, formé à l’aide du « Pouvoir divin ».
- Hexaèdre aux Faces Écarlates (六赤陽陣, Senpo - Musekiyōjin?)
Obito forme une barrière hexagonale similaire au « Cube aux Faces Écarlates », mais plus robuste ; seul le pouvoir du Sage des six chemins permet d’ériger une telle barrière ; Obito plante des récepteurs de chakra noirs à chaque angle de l’hexagone.
- Mokuton - Technique de la lance rhizomique (木遁・挿し木の術, Mokuton - Sashiki no jutsu?)
Obito crée un epieu qu'il manie comme arme au corps à corps ou de jet ; une fois qu’il a touché son adversaire avec, la pointe de l’épieu se multiplie, transperçant ce dernier de toutes parts.
- Sphère de Vérité (求道玉, Gudôdama?)
Obito crée des sphères de chakra noir, composées de toutes les natures de chakra basiques.
Ces sphères peuvent être manipulées à volonté et façonnées en n'importe quelle forme.
Bien que n'étant pas beaucoup plus grosses qu'un poing, chacune d'entre elles renferme assez de puissance pour détruire une forêt.

### Jeu vidéo
- Mokuton - Technique des racines souterraines (木遁・大槍樹, Mokuton - Daisōju?)
Obito fait pousser des racines du sol qui entravent l'adversaire.
- Katon - Technique de la balsamine (火遁・鳳仙火の術, Katon - Hōsenka no Jutsu?)
Obito crache plusieurs boules de feu en forme de pétales.

### Anime
- Arts ninja - Attaque furtive de la taupe (忍法・土竜叩きの術, Ninpō - Mogura Tataki no Jutsu?)[29]
Technique utilisée sous l'apparence de Tobi, jouant sur ses capacités de téléportation. Tobi semble rentrer dans la terre, puis sort près d'un ninja en le frappant avec une branche pour le faire s'arrêter. Il est capable ainsi de bloquer tout un groupe de ninjas.
Pendant qu'il exécute sa technique, Tobi lui cherche un nom, l'appelant tout d'abord « Arts ninja - Défense de passer » (忍法・通せん防の術, Ninpō - Toosenbō no Jutsu?).
La non crédibilité de cette technique, malgré son efficacité, colle au personnage enfantin de Tobi.
- Technique interdite - Le lézard à collerette (禁術・エリマキトカゲ, Kinjutsu - Erimaki Tokage?)[30]
Technique virtuelle utilisée sous l'apparence de Tobi, qui fait semblant de l'utiliser lorsqu'il est à l'envers et que sa cape retombe à la manière d'une collerette, lui donnant un air de dragon d'Australie.
Devant l'absence de résultats, il prétend qu'elle n'est pas encore au point…

### Databooks
- (ja) Masashi Kishimoto, NARUTO - Hiden Rin no Sho (NARUTO―ナルト―［秘伝・臨の書］?) : Characters Official Data Book (キャラクターオフィシャルデータBOOK?), Tōkyō, Shūeisha, coll. « Jump Comics (ジャンプコミックス, Janpu Comikkusu?) / Naruto »,‎ 4 juillet 2002, 272 p., shinsho (新書?) / Tankōbon / 175x115mm (ISBN 4-08-873288-X et 978-4-08-873288-6, présentation en ligne)
- (ja) Masashi Kishimoto, NARUTO - Hiden Tō no Sho (NARUTO―ナルト―［秘伝・闘の書］?) : Characters Official Data Book (キャラクターオフィシャルデータBOOK?), Tōkyō, Shūeisha, coll. « Jump Comics (ジャンプコミックス, Janpu Comikkusu?) / Naruto »,‎ 4 avril 2005, 320 p., shinsho (新書?) / Tankōbon / 175x115mm (ISBN 4-08-873734-2 et 978-4-08-873734-8, présentation en ligne)
- (ja) Masashi Kishimoto, NARUTO - Hiden Sha no Sho (NARUTO―ナルト―［秘伝・者の書］?) : Characters Official Data Book (キャラクターオフィシャルデータBOOK?), Tōkyō, Shūeisha, coll. « Jump Comics (ジャンプコミックス, Janpu Comikkusu?) / Naruto »,‎ 4 septembre 2008, 360 p., shinsho (新書?) / Tankōbon / 175x115mm (ISBN 978-4-08-874247-2, présentation en ligne)
- (ja) Masashi Kishimoto, NARUTO - Hiden Jin no Sho (NARUTO―ナルト―［秘伝・陣の書］?) : Characters Official Data Book (キャラクターオフィシャルデータBOOK?), Tōkyō, Shūeisha, coll. « Jump Comics (ジャンプコミックス, Janpu Comikkusu?) / Naruto »,‎ 4 novembre 2014, 392 p., shinsho (新書?) / Tankōbon / 175x115mm (ISBN 978-4-08-880263-3, présentation en ligne)

### Tomes en français
- Masashi Kishimoto (trad. Sébastien Bigini), Naruto tome 35 : Un nouveau duo !!, Kana, coll. « Shonen Kana / Naruto », 4 avril 2008, 208 p., Tankōbon / 115x175mm (ISBN 978-2-5050-0296-3, présentation en ligne)
- Masashi Kishimoto (trad. Sébastien Bigini), Naruto tome 39 : Ceux qui font bouger les choses, Kana, coll. « Shonen Kana / Naruto », 28 novembre 2008, 192 p., Tankōbon / 115x175mm (ISBN 978-2-5050-0417-2, présentation en ligne)
- Masashi Kishimoto (trad. Sébastien Bigini), Naruto tome 40 : L’art ultime !!, Kana, coll. « Shonen Kana / Naruto », 5 février 2009, 192 p., Tankōbon / 115x175mm (ISBN 978-2-5050-0528-5, présentation en ligne)
- Masashi Kishimoto (trad. Sébastien Bigini), Naruto tome 42 : Le secret du Kaléidoscope Hypnotique… !!, Kana, coll. « Shonen Kana / Naruto », 3 juillet 2009, 240 p., Tankōbon / 115x175mm (ISBN 978-2-5050-0599-5, présentation en ligne)
- Masashi Kishimoto (trad. Sébastien Bigini), Naruto tome 43 : Celui qui sait, Kana, coll. « Shonen Kana / Naruto », 21 août 2009, 240 p., Tankōbon / 115x175mm (ISBN 978-2-5050-0670-1, présentation en ligne)
- Masashi Kishimoto (trad. Sébastien Bigini), Naruto tome 44 : Traditions d’ermites… !!, Kana, coll. « Shonen Kana / Naruto », 23 octobre 2009, 192 p., Tankōbon / 115x175mm (ISBN 978-2-5050-0711-1, présentation en ligne)
- Masashi Kishimoto (trad. Sébastien Bigini), Naruto tome 48 : Hourras au village !!, Kana, coll. « Shonen Kana / Naruto », 7 mai 2010, 208 p., Tankōbon / 115x175mm (ISBN 978-2-5050-0870-5, présentation en ligne)
- Masashi Kishimoto (trad. Sébastien Bigini), Naruto tome 50 : Duel à mort dans la prison aqueuse !!, Kana, coll. « Shonen Kana / Naruto », 3 septembre 2010, 192 p., Tankōbon / 115x175mm (ISBN 978-2-5050-0956-6, présentation en ligne)
- Masashi Kishimoto (trad. Sébastien Bigini), Naruto tome 51 : Sasuke vs Danzô… !!, Kana, coll. « Shonen Kana / Naruto », 5 novembre 2010, 192 p., Tankōbon / 115x175mm (ISBN 978-2-5050-0992-4, présentation en ligne)
- Masashi Kishimoto (trad. Sébastien Bigini), Naruto tome 53 : La naissance de Naruto, Kana, coll. « Shonen Kana / Naruto », 1er juillet 2011, 192 p., Tankōbon / 115x175mm (ISBN 978-2-5050-1115-6, présentation en ligne)
- Masashi Kishimoto (trad. Sébastien Bigini), Naruto tome 54 : Un pont pour la paix, Kana, coll. « Shonen Kana / Naruto », 4 novembre 2011, 192 p., Tankōbon / 115x175mm (ISBN 978-2-5050-1289-4, présentation en ligne)

### Tomes en japonais
- (ja) Masashi Kishimoto, NARUTO - 51 (NARUTO―ナルト―　　51?) : Sasuke VS Danzō…!! (サスケVSダンゾウ・・・！！?), Shūeisha, coll. « Jump Comics (ジャンプコミックス, Janpu Comikkusu?) / Naruto »,‎ 30  2010, shinsho (新書, shinsho?) / Tankōbon / 175x115mm (ISBN 978-4-08-870033-5, présentation en ligne)